# U-108号潜艇 (1917年)
陛下之108号潜艇是德意志帝国海军建造的一艘中型潜艇或称U艇。它由基尔的日耳曼尼亚船厂承建，于1917年10月11日下水，至同年12月5日交付使用。U-108号是在第一次世界大战期间服役的329艘德国潜艇之一，曾参加大西洋潜艇战。在其三次巡逻中，仅击沉过1艘容积总吨为7484吨的英国商船。战后，该艇于1918年11月20日移交法国正式投降，并以莱昂·米尼奥号（法語：Léon Mignot）之名在法国海军服役，直至1938年拆解报废。

## 设计
第一次世界大战爆发后，为了满足潜艇破交战的作战需求，德意志帝国海军潜艇监察局（Inspektion des U-Bootwesens）在U-43号（战时动员型）的基础上，研发出了一种技术上更为成熟的中型双壳体远洋潜艇。其排水量适中、性能均衡，非常适合北海和英国周边海域的作战环境。海军为此共计批出34艘订单，战术编号使用U-81至U-114号。实战证明，这一系列的潜艇具有出色的航海能力和稳定的耐用性，它们的许多布置也对后世IX級潛艇和国外一些潜艇的设计产生了影响。
U-108号是由基尔日耳曼尼亚船厂承建的第三批次（U-105至U-114号）的四号艇。它沿袭了前一批次（U-93至U-98号）的优化艇体设计，有较佳的机动性能；但在排水量和航速方面略为下降，惟续航里程有所提升。U-108号的水上和水下排水量分别为798吨和1000吨。其全长71.55米；舷宽6.30米，当中的耐压壳体宽4.15米；有3.90米的吃水深度。艇只搭载有可在水上使用的两台猛狮六缸四冲程柴油发动机，总功率为2,400匹公制馬力（1,765千瓦特）；以及可在水下使用的西门子-舒克特双电动发电机，总功率为1,200匹公制馬力（883千瓦特）。这些发动机用以驱动双轴、每根轴各一个的直径1.70米长螺旋桨。它的潜航深度为50米。
U-108号在水上的最高速度达16.4節（30.4每小時），在水下的最高航速则为8.4節（15.6每小時）。它可以8節（15每小時）的速度在水上巡航9,280海里（17,190），或以5節（9.3每小時）的速度在水下巡航50海里（93）。该艇装备了六具直径为500毫米的鱼雷发射管，其中艇艏四具、艉部两具，并可合共携带至多16枚鱼雷；作为辅助武器的甲板炮则是一门105毫米45倍径速射炮和一门88毫米30倍径速射炮。其标准船员编制为4名军官及32名水兵。

## 历史
U-108号是由德意志帝国海军作为K项战时订单（Kriegsauftrag K）的一部分，于1916年5月5日向基尔的日耳曼尼亚船厂订购，建造编号为277。艇只于1917年10月11日下水，至同年12月5日在首任暨唯一一任艇长、海军少校马丁·尼切的指挥下正式交付使用。完成海试后，U-108号被编入分驻埃姆登和博尔库姆的第四潜艇区舰队服役，并一直隶属于该部队直至战争结束。
第一次世界大战期间，U-108号在北大西洋东部海域完成了三次巡逻；仅击沉过一艘容积总吨为7484吨的英国商船。唯一被U-108号击沉的是一艘武装货轮巴伦加号（Barunga），它由德国的弗伦斯堡造船公司建造，于1913年6月下水。该船曾以苏门答腊号（Sumatra）之名在德澳轮船公司运营，并于战争爆发后遭悉尼当局没收。1918年7月15日，当巴伦加号从伦敦返回澳大利亚时，行至锡利群岛的主教岩西南约150海里（280）处中鱼雷沉没，但并未造成人员伤亡。
U-108号在战争中幸存了下来，没有被击沉。战后，根据对德停战协议的要求，该艇于1918年11月20日作为战利品移交法国。自1922年1月22日起，它被重命名为“莱昂·米尼奥号”，并投入法国海军服役，直至1935年7月24日才正式从海军序列中除籍。1936年5月，该艇被售予布雷斯特的拆船商。最终的拆解报废工作于1938年完成。

## 袭击历史摘要
| 日期          | 船名     | 船籍 | 吨位 （容积总吨） | 结局 |
| ------------- | -------- | ---- | ----------------- | ---- |
| 1918年7月15日 | 巴伦加号 | 英国 | 7484              | 击沉 |

## 脚注
1. ↑  Gröner 1991，第12-14頁.
2. 1 2  Helgason, Guðmundur. . German and Austrian U-boats of World War I - Kaiserliche Marine - Uboat.net.   [2015-03-16].
3. ↑  陈进，第71頁.
4. ↑  Herzog，第50頁.
5. ↑  Helgason, Guðmundur. . German and Austrian U-boats of World War I - Kaiserliche Marine - Uboat.net.   [2021-11-29].
6. ↑  Herzog，第48頁.
7. 1 2  Gröner 1991，第12–14頁.
8. ↑  Herzog，第139頁.
9. ↑  Herzog，第124頁.
10. ↑  Herzog，第69頁.
11. ↑  . The Argus (Melbourne). 1918-07-19: 7  [2021-12-13]. （原始内容存档于2021-12-13）.
12. ↑  Helgason, Guðmundur. . German and Austrian U-boats of World War I - Kaiserliche Marine - Uboat.net.   [2021-12-13].
13. ↑  Herzog，第90頁.
14. ↑  Roche.
15. ↑  .   [2021-12-13]. 原始内容存档于2013-03-10.
16. ↑  Helgason, Guðmundur. . German and Austrian U-boats of World War I - Kaiserliche Marine - Uboat.net.   [2015-01-26].